# Cal Miquel (Vilanova de Prades)
Cal Miquel és una obra de Vilanova de Prades (Conca de Barberà) inclosa a l'Inventari del Patrimoni Arquitectònic de Catalunya.

## Descripció
Edifici civil. Aquest és un exemple tipològicament original de construcció dins l'entramat urbà de Vilanova de Prades. Es tracta d'un edifici de característiques pairals, de tres plantes i amb una teulada a doble vessant descentrada. Actualment ha perdut part de la seva funció agrícola i, amb algunes reformes senzilles, ha esdevingut dues vivendes unifamiliars.
Destaca especialment la porta adovellada amb un escut tallat a la clau amb la data 1592, l'anagrama de Crist (IHS) i una creu grega amb mànec, amb les inicials S i P. El conjunt, com la resta de la façana, ha estat restaurat i mostra restes de masilla en les juntes de la pedra.